# Metabiantes convexus
Metabiantes convexus – gatunek kosarza z podrzędu Laniatores i rodziny Biantidae.

## Występowanie
Gatunek został wykazany z masywu Ruwenzori w Afryce Wschodniej.